# Artabrus erythrocephalus
Espèce
Synonymes
- Plexippus erythrocephalus C. L. Koch, 1846

Artabrus erythrocephalus est une espèce d'araignées aranéomorphes de la famille des Salticidae.

## Distribution
Cette espèce se rencontre en Indonésie à Java et à Singapour.

## Description
Le mâle décrit par Zhang, Song et Li en 2003 mesure 11,31 mm et la femelle 10,05 mm.

## Systématique et taxinomie
Cette espèce a été décrite sous le protonyme Plexippus erythrocephalus par C. L. Koch en 1846. Elle est placée dans le genre Artabrus par Simon en 1902.

## Publication originale
- C. L. Koch, 1846 : Die Arachniden. Nürnberg, vol. 13, p. 1-234 (texte intégral).